# Edtjärnen, Lappland
Edtjärnen är en sjö i Lycksele kommun i Lappland och ingår i Umeälvens huvudavrinningsområde. Sjön har en area på 0,105 kvadratkilometer och ligger 259,3 meter över havet. Edtjärnen ligger i Vindelälven Natura 2000-område.

## Delavrinningsområde
Edtjärnen ingår i det delavrinningsområde (720185-162925) som SMHI kallar för Mynnar i Åtjärnen. Medelhöjden är 278 meter över havet och ytan är 23,58 kvadratkilometer. Det finns inga avrinningsområden uppströms utan avrinningsområdet är högsta punkten. Vattendraget som avvattnar avrinningsområdet har biflödesordning 5, vilket innebär att vattnet flödar genom totalt 5 vattendrag innan det når havet efter 202 kilometer. Avrinningsområdet består mestadels av skog (84 procent). Avrinningsområdet har 0,93 kvadratkilometer vattenytor vilket ger det en sjöprocent på 3,9 procent.